# Non ci resta che piangere
Non ci resta che piangere es una película italiana de 1984 escrita, dirigida y protagonizada por Massimo Troisi y Roberto Benigni.

## Argumento
El bedel de una escuela, Mario (Massimo Troisi), y el maestro Saverio (Roberto Benigni) están en un auto frente al cruce de una vía, esperando a que pase el tren. Corre el año 1984 en el campo de la Toscana. Saverio se queja de que su hermana Gabriellina se encuentra mal desde que su novio la abandonó hace tres años y le pide a Mario que se case con ella, lo que causa molestia en Mario.
Después de que el guardián les dice que todavía falta que pasen varios trenes, deciden conducir por una vieja calle a través del campo con la idea de encontrar otra manera de cruzar las vías. Poco después, el auto deja de funcionar, se hace la noche y comienza a llover. Los dos hombres se refugian debajo de un árbol pero parece que la lluvia no se detendrá hasta el día siguiente. Logran divisar una luz a lo lejos que resulta ser un pequeño hotel con un antiguo letrero de madera. Mario y Saverio deciden pasar la noche allí y comparten una habitación con un tercer hombre, quien se encuentra dormido cuando ellos entran.
A la mañana siguiente, despiertan y ven al hombre orinando a través de la ventana hacia la calle. Sus risas se detienen cuando una lanza atraviesa el pecho del hombre, matándolo. Desde la ventana alcanzan a ver hombres a caballo retirándose del lugar. Bajan rápidamente las escaleras para saber que ha sucedido y asombrados se dan cuenta de que han viajado a través del tiempo hacia el año 1492 y se encuentran en un pequeño poblado llamado Frittole.

## Reparto
- Massimo Troisi como Mario
- Roberto Benigni como Saverio
- Amanda Sandrelli como Pia
- Carlo Monni como Vitellozzo
- Iris Peynado como Astriaha
- Livia Venturini como Parisina
- Paolo Bonacelli como Leonardo da Vinci